# Asura griseotincta
Asura griseotincta är en fjärilsart som beskrevs av Rothschild 1913. Asura griseotincta ingår i släktet Asura och familjen björnspinnare. Inga underarter finns listade i Catalogue of Life.